# Fujioka

Fujioka (藤岡市 Fujioka-shi?) este un municipiu din Japonia, prefectura Gunma.